# 杜山镇
杜山镇，是中华人民共和国湖北省鄂州市鄂城区下辖的一个乡镇级行政单位。
名称源于原辖区内杜山村。后来经由行政区划调整，杜山村划入鄂州开发区，杜山镇名称仍保留下来。

## 行政区划
杜山镇下辖以下地区：
路口社区、东港村、柯营村、路口村、三山村、下王村、先台村和旭东村。